# وست سیمزبری (کنتیکت)
وست سیمزبری (به انگلیسی: West Simsbury) یک منطقهٔ مسکونی در ایالات متحده آمریکا است که در کنتیکت واقع شده‌است. وست سیمزبری ۱۱٫۳ کیلومتر مربع مساحت و ۲٬۴۴۷ نفر جمعیت دارد و ۹۸٫۴۵ متر بالاتر از سطح دریا واقع شده‌است.